# Ciclo mestruale

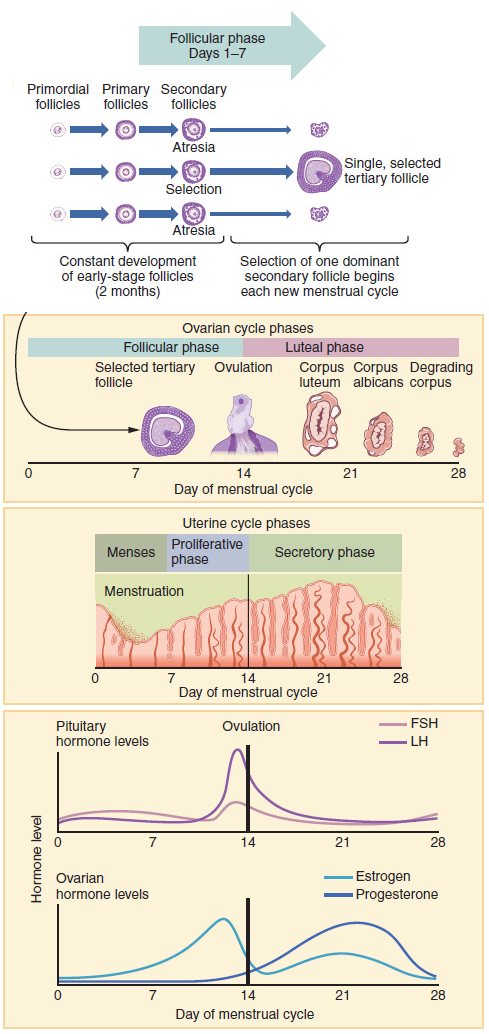
L'immagine mostra la progressione del ciclo mestruale e i differenti ormoni che lo accompagnano.

Il ciclo mestruale è una sequenza di cambiamenti fisiologici periodici che ha luogo nell'apparato riproduttivo femminile (specificamente nell'utero e nelle ovaie) e che rende possibile la gravidanza..Circa l'80% delle donne dichiara di aver un qualche sintomo, da una a due settimane prima delle mestruazioni. I sintomi più comuni includono acne, tensione mammaria, gonfiore, sensazione di stanchezza, irritabilità e sbalzi d'umore. Questi sintomi, nel 20%-30% delle donne, interferiscono con la vita normale e pertanto si qualificano come sindrome premestruale. Dal 3% all'8%, questi casi sono gravi.
Il primo ciclo inizia generalmente tra i dodici e i quindici anni, un momento noto come "menarca"; talvolta può iniziare anche più precocemente, intorno agli otto anni di età, un esordio ancora considerato normale. L'età media del primo ciclo è generalmente ritardato nei paesi in via di sviluppo rispetto al mondo sviluppato. La durata tipica di tempo tra il primo giorno di un ciclo e il primo giorno del ciclo successivo può variare da 21 a 45 giorni nelle donne giovani e tra 21 a 35 giorni nelle donne adulte (con una media di 28 giorni). Le mestruazioni terminano con la menopausa, che di solito si verifica tra i 45 e i 55 anni di età. Il sanguinamento di solito dura da circa 3 a 7 giorni.
Il ciclo mestruale è regolato da cambiamenti ormonali, che possono essere modificati utilizzando contraccettivi a base di ormoni. Al suo mantenimento concorrono diverse strutture (sistema nervoso centrale, ipotalamo, ipofisi e ovaio) strettamente collegate tra loro. Ogni ciclo può essere suddiviso in tre fasi, basate sugli eventi nell'ovaio (ciclo ovarico) o dell'utero (ciclo uterino). Il ciclo ovarico consiste nella fase follicolare, nell'ovulazione e nella fase luteinica, mentre il ciclo uterino è diviso in fase emorragica (mestruazioni), fase rigenerativa, fase proliferativa e fase secretoria.
Stimolato dall'aumento graduale della quantità degli estrogeni nella fase follicolare, le perdite di sangue (mestruazioni) si arrestano e il rivestimento dell'utero si addensa. I follicoli nelle ovaie iniziano a svilupparsi sotto l'influenza di una complessa interazione di ormoni e dopo alcuni giorni uno di essi, o occasionalmente due, diventa dominante (i follicoli non dominanti si restringono e muoiono). Circa alla metà del ciclo, da 24-36 ore dopo l'escrezione dell'ormone luteinizzante (LH), il follicolo dominante rilascia un ovocita, in un evento chiamato "ovulazione". Dopo l'ovulazione, l'ovocita vive solo per 24 ore o meno, se non viene fecondato, mentre i resti del follicolo dominante nelle ovaie diventa un corpo luteo; questo corpo ha la funzione primaria di produrre grandi quantità di progesterone. Sotto l'influenza del progesterone, avvengono modifiche al rivestimento uterino al fine di preparare un potenziale impianto di un embrione e iniziare una gravidanza. Se l'impianto non si verifica entro circa due settimane, il corpo luteo si evolve, provocando una brusca caduta dei livelli, sia di progesterone che di estrogeni. La diminuzione degli ormoni provoca l'espulsione del rivestimento dell'utero, in un processo noto come "mestruazioni". Le mestruazioni si verificano in molti animali, tra cui toporagni, pipistrelli e altri primati come le scimmie antropomorfe.

## Descrizione
Solo le femmine dei primati, compresa la donna, vivono il ciclo mestruale. Molti placentati e marsupiali passano invece delle fasi di estro o di calore. Il ciclo mestruale è sotto il controllo degli ormoni sessuali ed è necessario per la riproduzione. Nelle donne il ciclo mestruale si ripete con cadenza mensile dalla pubertà alla menopausa.
Durante il ciclo mestruale, il corpo della donna sessualmente matura fa aumentare le dimensioni dell'endometrio dell'utero con un progressivo aumento di estrogeni, e quando questo ormone raggiunge livelli critici viene prodotto dell'estradiolo, e poco dopo inizia la stimolazione delle ovaie per mezzo dell'ormone FSH (Follicle Stimulating Hormone), e dell'ormone luteinizzante LH. I follicoli iniziano a crescere e dopo qualche giorno uno di loro matura in un ovulo a causa di un processo di feedback negativo. A quel punto le ovaie rilasciano un ovocita (o eventualmente più di uno, nel caso in cui ci sia una doppia emissione di ovociti durante l'ovulazione, e in questo caso si hanno dei gemelli eterozigoti, o gemelli non identici, in caso di fecondazione; gemelli identici, o monozigoti, si hanno da un singolo ovulo, attraverso la mitosi di uno zigote in due zigoti differenti). Le cellule della granulosa e della teca che precedentemente proteggevano l'ovocita, ora si trasformano in corpo luteo, ricco di proteine e grassi, che ha la funzione di continuare la produzione di estrogeni e progesterone nei primi tre mesi di gravidanza (in seguito questo ruolo viene assunto dalla placenta).
Il rivestimento dell'utero, l'endometrio (mucosa uterina), si inspessisce fino a 2–3 mm in seguito a un aumento degli estrogeni. Dopo l'ovulazione, questo rivestimento cambia per prepararsi al potenziale concepimento e impianto dell'uovo fecondato per dare il via a una gravidanza (si inspessisce fino a 5–6 mm, si arricchisce di capillari e di depositi di lipidi e glicogeno grazie allo stimolo del progesterone). L'ormone progesterone cresce dopo l'ovulazione e raggiunge il picco poco dopo.
Se la fecondazione non avviene, l'utero si libera del rivestimento culminando con le mestruazioni, che segnano il punto minimo per l'attività degli estrogeni. Questo si manifesta al mondo esterno nella forma del "mestruo": parte essenziale dell'endometrio e prodotti sanguigni che escono dal corpo attraverso la vagina. Sebbene questo sia comunemente definito come sangue, differisce nella composizione dal sangue venoso. I cicli mestruali si contano dall'inizio della mestruazione, poiché questo è un segno esteriore che corrisponde da vicino al ciclo ormonale. Il mestruo, o lo spurgo o altri segni mestruali possono terminare in diversi punti nel nuovo ciclo.
L'uso comune si riferisce alle mestruazioni (dal latino mensis, mese, ovvero che si verificano una volta al mese) come un "ciclo". Solitamente indica che una donna non è incinta, ma si può verificare la presenza di perdite anche nelle prime fasi della gravidanza, chiamate false mestruazioni. Queste differiscono dall'effettivo ciclo mestruale in quanto sono perdite minori del solito; talvolta questa differenza può non essere notata. Durante gli anni fertili, la mancanza di mestruazioni fornisce la prima indicazione alla donna sulla sua possibile condizione.
Le mestruazioni formano una normale parte di un processo ciclico naturale che si svolge nelle donne sane tra la pubertà e la fine della fertilità. L'inizio delle mestruazioni, conosciuto come "menarca", avviene attorno ai dodici anni. Fattori quali l'eredità, la dieta e soprattutto la salute possono accelerare o ritardare il menarca.
La condizione di pubertà precoce è causa del sopraggiungere delle mestruazioni in bambine di soli 8 anni. Alcune donne hanno il loro primo ciclo nella tarda adolescenza, che è il periodo dell'accrescimento della statura. L'ultimo periodo, la menopausa, solitamente sopraggiunge tra i 45 e i 55 anni. Variazioni di questo schema necessitano di cure mediche. L'amenorrea si riferisce alla prolungata assenza del mestruo durante il periodo fertile di una donna per ragioni diverse dalla gravidanza. Per esempio, le donne con pochissimo grasso corporeo, come le atlete, potrebbero cessare di mestruare. La presenza di mestruazioni non prova che l'ovulazione abbia avuto luogo: le donne che non ovulano possono avere cicli mestruali. Questi cicli anovulari tendono ad avvenire con minore regolarità e mostrano una maggiore variazione nella lunghezza del ciclo. Inoltre, l'assenza delle mestruazioni non prova che la fecondazione sia avvenuta poiché la mancata produzione dell'ormone in donne non incinte può sopprimere in certe occasioni il flusso mestruale.

## Le fasi

Diagramma temporale del ciclo mestruale
a - follicolo
b - follicolo maturo
c - ovulazione
d - corpo luteo
e - corpo albicante
H O - Istologia ovarica
T - temperatura corporea
O L - ormone luteinizzante
O P - ormone Progesterone
O E - ormone estradiolo
O F-S - ormone follicolo-stimolante
F - fase follicolare
O - ovulazione
L - fase luteale
M - mestruazioni
E - istologia endometriale

Le donne mostrano notevoli variazioni nella lunghezza dei loro cicli mestruali. La lunghezza del ciclo differisce anche a seconda delle specie animali (in questo caso però si parla di ciclo estrale.)
La lunghezza del ciclo può variare; 28 giorni sono presi come rappresentativi della media del ciclo ovulatorio nelle donne. Per convenzione si usa l'inizio delle perdite mestruali per segnare l'inizio del ciclo, così che il primo giorno di perdite è chiamato "primo giorno del ciclo".
Il ciclo mestruale si può dividere in quattro fasi:

### Mestruazione
L'eumenorrea denota il normale, regolare, flusso mestruale che dura per qualche giorno, di solito dai 3 ai 5 giorni, ma anche dai 2 ai 7 è considerato normale: la variazione dipende dal calibro delle arteriole interessate dall'emorragia. La perdita media di sangue durante le mestruazioni è di 35 millilitri, ma anche tra i 10 e gli 80 ml è considerato normale.
Diverse donne hanno inoltre riferito la comparsa dell'endometrio come tessuto misto a sangue. Un enzima chiamato plasmina, contenuto nell'endometrio, tende a inibire la coagulazione del sangue (attua la fibrinolisi). A causa di questa perdita di sangue, le donne hanno un maggiore fabbisogno di ferro rispetto agli uomini. Molte donne hanno avuto esperienza di crampi uterini, altrimenti chiamati dismenorrea, durante questo periodo.

### Fase follicolare
Nella fase follicolare del ciclo ovarico l'ipofisi rilascia quantità modeste di FSH e di LH in risposta alle stimolazioni provenienti dall'ipotalamo; in questa fase le cellule del follicolo immaturo dispongono di recettori per l'ormone FSH ma non per quelli per l'ormone LH. Le molecole di FSH inducono l'accrescimento da cinque a sette follicoli ovarici e le cellule di tale struttura in sviluppo producono estrogeni. Questi follicoli, che sono stati cresciuti per la gran parte dell'anno in un processo noto come follicologenesi, competono con tutti gli altri per il dominio. Il follicolo più grande esprime un numero maggiore di recettori per FSH sulla superficie e, di conseguenza, ne riceve di più, sottraendo l'ormone ai follicoli più piccoli. Inoltre, il follicolo dominante secerne inibina che serve a fermare la maturazione degli altri follicoli sopprimendo la produzione di FSH.
Questo follicolo dominante continua a crescere, forma un rigonfiamento vicino alla superficie dell'ovaia, e diventa presto competente per l'ovulazione.
Una bassa concentrazione di estrogeni da parte del follicolo mantiene la secrezione di gonadotropine ipofisarie (FSH, LH) a livelli parimenti modesti attraverso un meccanismo di feedback negativo. Questi rapporti ormonali si modificano in modo radicale e bruscamente nella fase ovulatoria quando il ritmo della secrezione di estrogeni da parte del follicolo in sviluppo inizia a crescere molto rapidamente; per un controllo feedback positivo aumenteranno notevolmente anche le gonadotropine (FSH, LH). Ormai la maturazione del follicolo è arrivata a un punto tale che questa struttura dispone di recettori per l'ormone LH e può rispondere a questa molecola segnale che determina nel follicolo stesso la definitiva maturazione; l'ovulazione si verifica circa 24 ore dopo la comparsa del picco di LH; in seguito all'ovulazione, LH stimola la formazione del corpo luteo, una particolare struttura cicatriziale che funziona come ghiandola endocrina.
I follicoli producono estrogeni. Questi estrogeni iniziano la formazione di un nuovo strato di endometrio nell'utero, storicamente identificato come l'endometrio proliferativo. Se fecondato, l'embrione sarà impiantato all'interno di questa polpa ospitale.

### Ovulazione

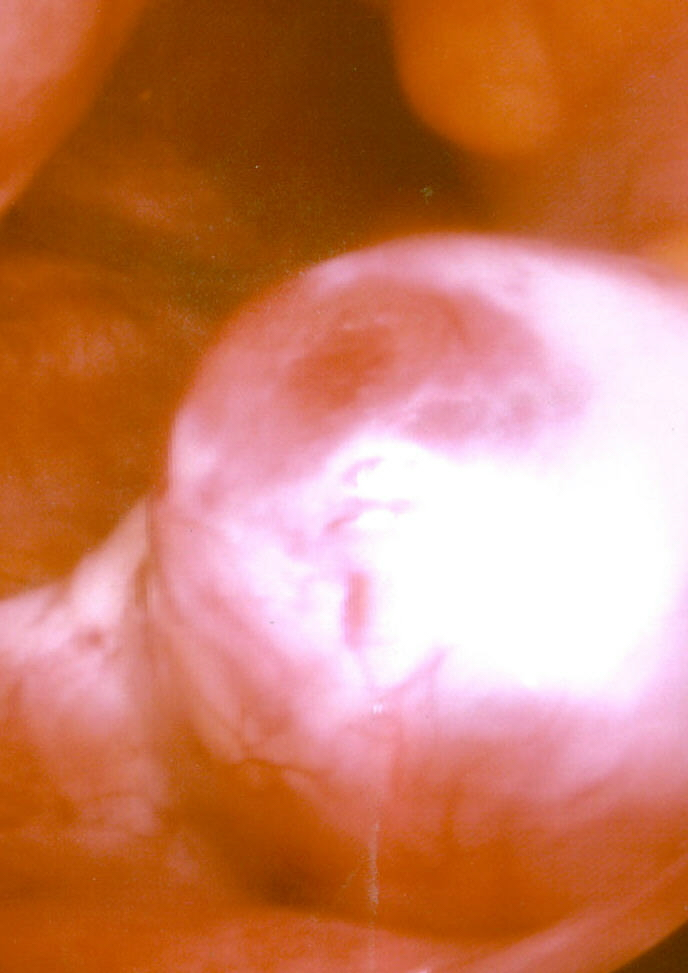
Un'ovaia sul punto di rilasciare un uovo

Quando il follicolo è maturato, secerne abbastanza estradiolo da portare al rilascio dell'ormone luteinizzante (LH). In un ciclo medio questo rilascio di LH avviene intorno al dodicesimo giorno e può durare 48 ore. Il rilascio di LH fa maturare l'ovulo e indebolisce la parete del follicolo ovarico. Questo processo porta all'ovulazione: il rilascio dell'ovulo maturo, la cellula più grande del corpo (con un diametro di circa 0,5 mm). Quale delle due ovaie (sinistra o destra) avviene in modo alternato. Le tube di Falloppio devono catturare l'ovulo e fornire il posto per la fecondazione. Un caratteristico muco chiaro e filante viene secreto dalla cervice, pronta ad accettare lo sperma. In alcune donne, l'ovulazione porta un caratteristico dolore chiamato Mittelschmerz (termine tedesco che significa 'dolore centrale') che dura per qualche ora. Il repentino cambiamento ormonale nel momento dell'ovulazione può causare in alcune donne un leggero sanguinamento. Molte donne percepiscono la variazione nel muco cervicale, specialmente se stanno monitorando i propri segni di fertilità. Un ovulo non fertilizzato sarà alla fine disintegrato o dissolto nell'utero. È stato dimostrato che le donne durante l'ovulazione hanno il senso dell'olfatto più sensibile, mentre durante la fase mestruale esso si presenta diminuito.

### Fase luteinica
Il corpo luteo è il corpo solido che si forma nelle ovaie dopo che l'ovulo è stato rilasciato dalle tube di Falloppio, è cresciuto e si è diviso. Dopo l'ovulazione, il follicolo residuo si trasforma nel corpo luteo con l'aiuto di ormoni secreti dall'ipofisi. Questo corpo produrrà progesterone ed estrogeni per approssimativamente due settimane. Il progesterone gioca un ruolo chiave nel convertire l'endometrio proliferativo in un rivestimento accogliente per un eventuale impianto e per le prime fasi della gravidanza. Esso innalza anche la temperatura corporea da un quarto a mezzo grado Celsius, perciò le donne che misurano la temperatura giornalmente possono accorgersi che sono nella fase luteinica. L'ovulo, se sarà stato fecondato, viaggerà come blastula attraverso le tube di Falloppio fino alla cavità uterina e si impianterà 6 o 12 giorni dopo l'ovulazione. Poco dopo l'impianto, l'embrione segnalerà la propria esistenza al sistema materno. Un segnale precoce viene dato dalla gonadotropina corionica (HCG), ormone che si può misurare con un test di gravidanza. Esso ha un ruolo importante nel mantenere il corpo luteo "vivo" e capace di produrre ancora progesterone. Senza gravidanza (e quindi senza HCG) il corpo luteo scompare, e il livello di progesterone crolla. Ciò determina l'inizio di un nuovo ciclo mestruale.

## Periodo di fertilità
La lunghezza della fase follicolare - e di conseguenza, quella del ciclo mestruale - possono variare. La fase lutea al contrario dimostra regolarità. Per alcune donne questa dura 10 giorni, per altre 16 (in media 14 giorni), tuttavia per ciascuna donna tale lunghezza è fissa. Gli spermatozoi sopravvivono all'interno di una donna per 3 giorni in media, si considera normale fino a 5 giorni di sopravvivenza. È stata documentata una gravidanza risultante da sperma sopravvissuto 8 giorni. 
Il periodo più fertile (periodo con maggiore probabilità che un rapporto sessuale induca a gravidanza) dura fra 5 giorni prima dell'ovulazione fino a 1-2 giorni successivi. In un ciclo di 28 giorni con una fase lutea di 14 giorni, il periodo di maggior fertilità corrisponde alla seconda e inizio terza settimana del ciclo.
I metodi di pianificazione della nascita basati sul controllo della fertilità mirano a determinare il periodo dell'ovulazione al fine di identificare i giorni fertili e quelli non fertili del ciclo.
Chiunque abbia sentito parlare di ciclo mestruale e ovulazione potrebbe assumere, a modo di contraccettivo, che il ciclo mestruale duri 28 giorni, e che l'ovulazione occorra sempre 14 giorni dopo l'inizio delle mestruazioni. Questa assunzione può condurre a gravidanze non volute. Da notare inoltre che non sempre le perdite di sangue contano come mestruazioni, e ciò può essere fuorviante ai fini del calcolo del periodo di fertilità.
Se una donna intende concepire, il periodo più fertile occorre tra 19 e 10 giorni precedenti le mestruazioni. Parecchie donne utilizzano degli strumenti di rivelazione dell'ovulazione che rilevano la crescita di LH nelle urine per identificare il periodo più fertile. Altri strumenti si basano sull'osservazione di uno o più dei tre segnali primari di fertilità (temperatura basale corporea, fluido cervicale, e posizione cervicale).
Una credenza diffusa sostiene che l'inizio delle mestruazioni tenda a sincronizzarsi fra donne che vivono nello stesso ambiente. Questo fenomeno (effetto McClintock) è stato descritto per la prima volta nel 1971, ed è stato attribuito all'azione di un feromone nel 1988, anche se poi indagini più approfondite hanno seriamente messo in dubbio le conclusioni di tali ricerche.

## Controllo ormonale
Il ciclo mestruale è regolato in maniera altamente complessa. Per molti anni, il dibattito fra i ricercatori si è sviluppato attorno a quale sistema regolatore detenesse per ultimo il controllo: l'ipotalamo, l'ipofisi, oppure le ovaie con il follicolo; ma tutti e tre i sistemi interagiscono. In qualsiasi scenario, il follicolo ovarico detiene un ruolo critico: fa maturare l'endometrio, provvede lo stimolo appropriato all'ipotalamo e all'ipofisi, e contribuisce alla modificazione del muco cervicale. Due ormoni sessuali giocano un ruolo fondamentale nel controllo del ciclo mestruale: l'estradiolo e il progesterone. Ma tutti e tre i sistemi devono interagire tra loro.

### Frequenza
La mestruazione si ha ogni 28 giorni, e dura circa 7 giorni. Intervalli minori o uguali a 21 giorni si chiamano polimenorrea; per cicli uguali o superiori a 35 giorni è oligomenorrea.
Si ha amenorrea se l'intervallo supera i 90 giorni.

### Flusso
Il flusso mestruale normale varia tra 50 ml ± 30 ml. Segue un andamento "crescendo-decrescendo", che è: partenza con un livello moderato, qualche incremento, e poi una lenta diminuzione fino a sgocciolio. Flussi molto abbondanti o maggiori di 80 ml (ipermenorrea o menorragia) possono derivare da disturbi ormonali, anormalità uterine, incluso leiomioma uterino o cancro, e altre cause. Il fenomeno opposto, un sanguinamento molto ridotto, è detto ipomenorrea.

### Durata
In media il sanguinamento dura quasi una settimana dall'inizio del ciclo.
Sanguinamenti prolungati (menorragia, anche meno-metrorragia) non mostrano un andamento chiaro. Il sanguinamento disfunzionale uterino è provocato da disfunzioni ormonali, generalmente senza ovulazione. Tutti i sanguinamenti anomali necessitano attenzione medica; possono indicare sbilanciamenti ormonali, fibromi uterini, o altri problemi.

## Etimologia e mese lunare
I termini "mestruazione" e "mese" derivano dal Latino mensis (mese), che è in stretta relazione con il Greco mene (luna) e con la radice della parole inglesi month e moon—riflettendo il fatto che la Luna impiega quasi 28 giorni (precisamente 27,32 giorni) per compiere una rivoluzione attorno alla Terra. Il mese sinodico mese lunare, il periodo tra due lune nuove (o lune piene), è di 29.53 giorni.

## Contenimento del flusso mestruale
Esistono diversi prodotti per contenere il flusso mestruale della donna.

### Prodotti usa e getta
- Assorbente igienico - Sono dei manufatti elaborati, in genere di forma rettangolare, appiattiti, costituiti da vari strati di stoffa e materiale sintetico cuciti e incollati, che hanno come caratteristica saliente quella di assorbire il flusso mestruale, aumentando fortemente la loro dimensione, mantenendosi ragionevolmente asciutti nel lato a contatto con la vulva. Spesso presentano "ali," che sono estensioni pieghevoli che si piegano e incollano attorno al "cavallo" delle mutandine dal lato esterno, e una parte esterna a contatto con le mutande che può essere adesivo in modo da mantenere l'assorbente in posizione. Gli assorbenti sintetici usa e getta contengono spesso all'interno pasta di legno o fibra sintetica, due rivestimenti in cotone sbiancato o garza, con tessuto sintetico simile alla seta, e una fodera in plastica. Alcuni assorbenti igienici, del vecchio tipo (nei paesi dell'est), sono tenuti in posizione da apparati tipo cinghie, invece di adesivi o "ali".
- Tampone igienico - Sono dei cilindretti usa-e-getta costruiti con misture di rayon/cotone oppure di solo cotone, in genere sbiancati, che vengono inseriti nella profondità della vagina per assorbire il flusso mestruale.
- Coppa mestruale - Esistono anche le coppe mestruali "usa-e-getta" che sono simili al diaframma e che sono costruite in (plastica soffice) silicone.

### Prodotti riutilizzabili
- Gli assorbenti riutilizzabili di stoffa sono fatti di cotone (spesso proveniente da agricoltura biologica), terrycloth, o flanella, e possono essere cuciti a mano (da materiale nuovo oppure da vecchi indumenti o asciugamani riutilizzati) oppure comprati in negozio. Altre soluzioni possono essere assorbenti lavabili in fibra di bamboo.
- Coppa mestruale - Sono dispositivi a "lunga durata", fabbricati in silicone trasparente di qualità medica, oppure in gomma a forma di coppa flessibile che vengono inseriti dentro la vagina per catturare il flusso mestruale.
- Spugna marina - Spugne di origine naturale, vengono poste all'interno per assorbire il flusso mestruale.
- Mutandine imbottite - biancheria intima riutilizzabile (solitamente in cotone) con degli strati assorbenti extra utilizzati per assorbire il flusso mestruale.
- Lenzuolo, tovagliolo - largo tessuto di cotone riutilizzabile, usato spesso durante la notte, posto tra le gambe per assorbire il flusso mestruale.

In aggiunta a questi prodotti, le aziende farmaceutiche forniscono inoltre comuni anti-infiammatori non-steroidei (FANS) per lenire i crampi mestruali. Alcune erbe, come la dong quai, le foglie di lampone e il viburnum opalus, si dice siano efficaci per diminuire i dolori mestruali.

## Mestruazioni negli altri mammiferi
Solo negli ominidi avviene un ciclo mestruale completo, come descritto. I cicli mestruali variano nella durata, da un periodo di 29 giorni dei pongo fino ai 37 giorni degli scimpanzé.
Le femmine di altre specie di mammiferi hanno il "ciclo estrale" invece di quello mestruale. A differenza degli animali con il ciclo mestruale, le femmine con il ciclo estrale sono feconde solo durante questo periodo. Durante il ciclo l'imminente ovulazione è annunciata ai maschi con segnali visivi e comportamentali, feromoni o entrambi. Se non ha luogo la fecondazione, l'utero riassorbe l'endometrio e non si produce nessuna emorragia mestruale. Esistono differenze significative tra il ciclo estrale e quello mestruale. Alcuni animali domestici, come il gatto e il cane, sperimentano la fuoriuscita di piccole quantità di sangue mentre sono in calore. Questa fase del ciclo estrale corrisponde alla fase follicolare del ciclo mestruale e non dovrebbe essere confusa con le mestruazioni.

## Mestruazioni nelle culture
Molte religioni hanno tradizioni collegate alle mestruazioni. Queste consistono a volte in divieti di compiere certe azioni durante le mestruazioni (come per esempio l'avere rapporti sessuali secondo la religione ebraica ortodossa o l'Islam), o in pratiche che devono essere eseguite alla fine di ogni periodo mestruale (come il mikvah nella religione ebraica e il ghusl nell'Islam). Nell'induismo durante le mestruazioni le donne non possono effettuare il pūjā e diverse altre pratiche di culto; in alcune zone del Nepal non possono partecipare nemmeno alle normali attività familiari e vengono confinate in capanne di fortuna (cfr. chhaupadi).
In varie parti del mondo anticamente sono esistite delle credenze secondo le quali la donna mestruata non dovesse toccare le piante, per non farle seccare: in Andalusia, Grecia e nell'Italia meridionale non doveva guardare il grembo di altre donne, perché poteva renderle sterili (Sicilia), non poteva toccare il grano perché lo avrebbe reso non commestibile (Puglia), non poteva aiutare nella preparazione domestica di distillati, salse e marmellate (Abruzzo, Calabria, Puglia e Sicilia), in Provenza e nell'Italia settentrionale (Piemonte e Valle d'Aosta) nella salatura dei cibi (e per la sua condizione detta "non salatrice") ecc. poiché si pensava potesse causarne una non eccellente riuscita.